# Okwui Enwezor

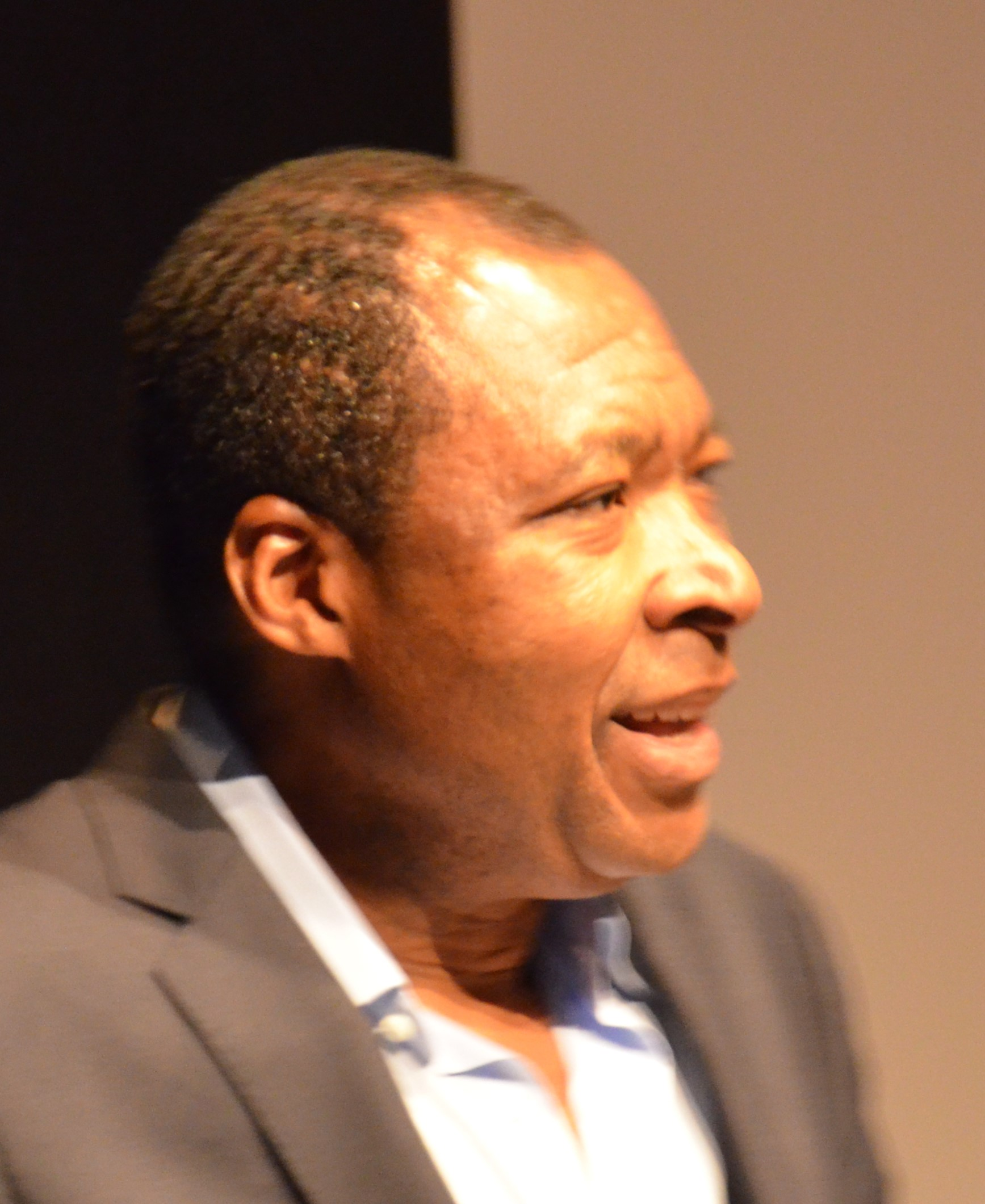
Okwui Enwezor in 2014

Okwui Enwezor (Calabar, 23 oktober 1963 – München, 15 maart 2019) was een Amerikaans dichter, kunsthistoricus en conservator.

## Loopbaan

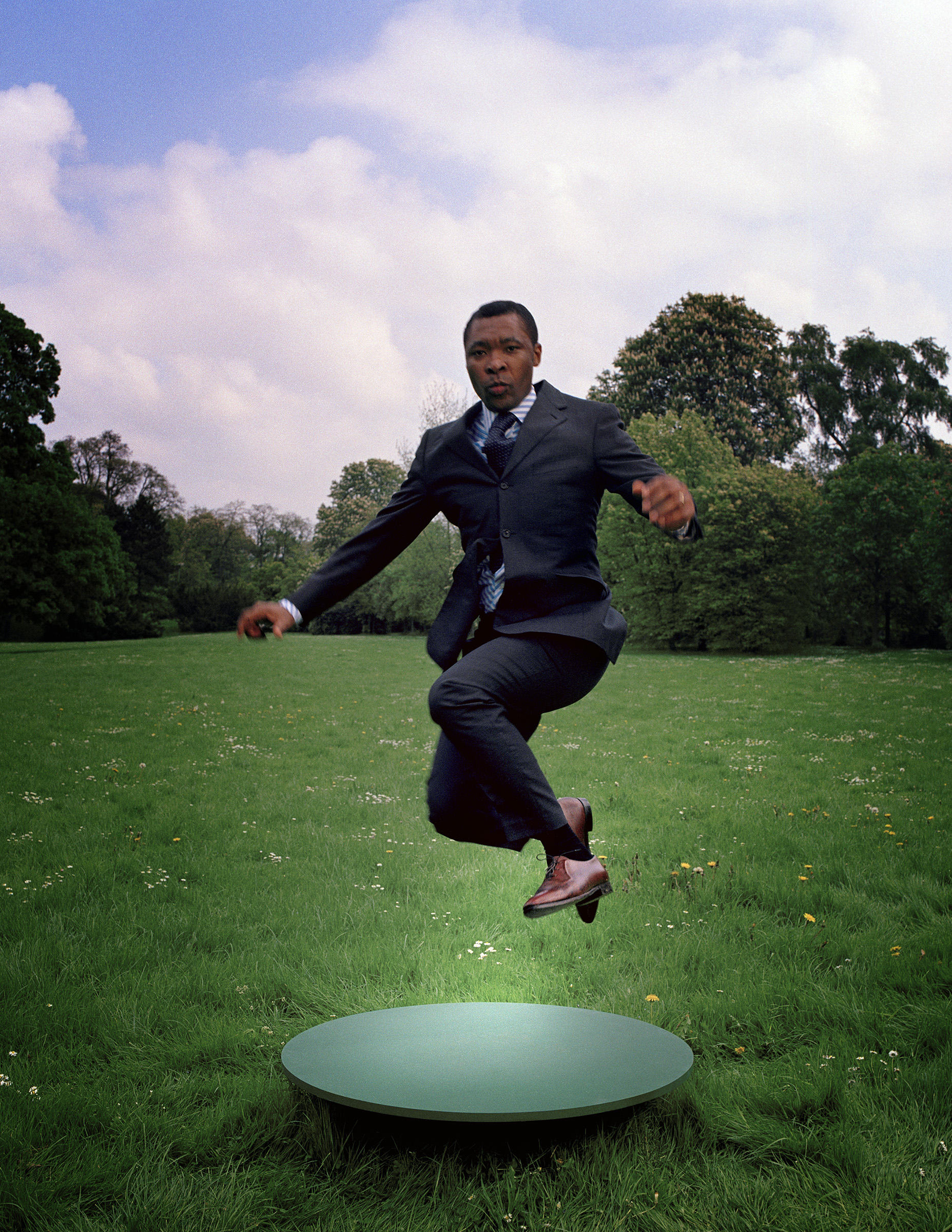
Okwui Enwezor gefotografeerd door Oliver Mark, Kassel 2002

Enwezor werd geboren en groeide op in Nigeria. In 1983 week hij uit naar New York. Hij studeerde daar politieke wetenschappen aan de Jersey City State College. Hij was nadien actief als dichter, kunstcriticus en tentoonstellingsmaker. Tot 2001 was hij adjunct curator of contemporary art aan het Art Institute of Chicago in Chicago.
Van 1998 tot 2002 was hij directeur van documenta 11 te Kassel in Duitsland. Vanaf 2002 was hij gastprofessor in de kunstgeschiedenis aan verscheidene universiteiten in de Verenigde Staten en Zweden. Sinds 2011 was hij directeur van het Haus der Kunst in München. In dat jaar stond hij volgens het tijdschrift ArtReview op plaats 52 van de honderd meest invloedrijke personen binnen de wereld van de kunst. In 2015 was hij hoofdconservator van de 56ste Biënnale van Venetië.
Enwezor is oprichter van Nka. Journal of Contemporary African Art. Hij werkte zowel in New York als in München.
Hij overleed in 2019 op 55-jarige leeftijd.

## Tentoonstellingen
Tot zijn belangrijkste tentoonstellingen behoren:
- 56ste Biënnale van Venetië (2015)
- Documenta XI, Kassel (2002)
- Short Century. Independence and Liberation Movements in Africa 1945-1994, Museum Villa Stuck, München (2001)
- Biënnale van Johannesburg, Johannesburg (1997)
- In/Sight: African Photographers 1940 - Present, Guggenheim, New York (1996)

- Bibsys: 1819
- Biblioteca Nacional de España: XX4610569
- Bibliothèque nationale de France: cb13618883g (data)
- Catàleg d'autoritats de noms i títols de Catalunya: 981058514760606706
- CiNii: DA12891462
- Gemeinsame Normdatei: 124232469
- International Standard Name Identifier: 0000 0001 1062 4851
- Library of Congress Control Number: n98013647
- Nationale Bibliotheek van Letland: 000216211
- Nationale Bibliotheek van Tsjechië: jo2002111398
- Nationale Bibliotheek van Israël: 987007434238105171
- Nederlandse Thesaurus van Auteursnamen: 194442195
- RKD-Nederlands Instituut voor Kunstgeschiedenis: 345421
- SNAC: w6gb3gb1
- Système universitaire de documentation: 056597770
- Union List of Artist Names: 500486505
- Virtual International Authority File: 51866106
- WorldCat: E39PBJtRKGb8VMQHMvkvCmPCwC